# Сипофанени

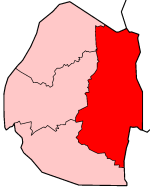
Регион Лубомбо

Сипофанени (свати Siphofaneni) — город в Королевстве Эсватини, находится в центральном регионе Лубомбо, в 45 км от Манзини и в 20 км от города Биг-Бенд. Сипофанени расположен на берегу реки Мапуту — крупнейшей реки в Эсватини. Товары поездов железных дорог внутри Эсватини проходят через город в столицу, Мбабане.
В городе в основном тропический климат, летом температура может повышаться до +45. Малярия в городе и в регионе Лубомбо является эндемическим заболеванием.

## Известные уроженцы и жители
В Сипофанени родилась известная эсватинийская писательница Сара Мхонза.